# Thomas C. Hart
Pour les articles homonymes, voir Hart.
Thomas Charles Hart (12 juin 1877 - 4 juillet 1971) est un amiral de la marine américaine, dont le service s'est étendu de la guerre hispano-américaine à la Seconde Guerre mondiale. Après sa retraite de la marine, il servit brièvement comme sénateur des États-Unis du Connecticut. 